# Озерище (Стародубский район)
Озерище — посёлок в Стародубском муниципальном округе Брянской области.

## География
Находится в западной части Брянской области на расстоянии приблизительно 12 км по прямой на восток-северо-восток от районного центра города Стародуб.

## История
На карте 1941 года показан как безымянный посёлок. До 2020 года входил в состав Десятуховского сельского поселения Стародубского района до их упразднения.

## Население
Численность населения: 6 человек в 2002 году (русские 100 %), 2 человека в 2010 году.